# Пам'ятник Миколі Гоголю (Полтава)
Пам'ятник Миколі Гоголю — пам'ятник на честь письменника Миколи Васильовича Гоголя (1809-1852) у Полтаві. Пам'ятник встановлено у березні 1934 року на перехресті вулиць Небесної Сотні і Гоголя.
Бронзову скульптуру письменника, який сидить у задумі, поклавши одну руку з розгорнутою книжкою на коліно, а в другій тримає олівець, виготовлено за проектом скульптора Леоніда Позена. За підрахунками автора вартість пам'ятника становила 25-27 тисяч карбованців. До 1 листопада 1913 року на спорудження пам'ятника Гоголю було зібрано по підписці пожертв на суму 29,258 карбованців 25 копійок.
Пам'ятник планувалось встановити перед приміщенням драматичного театру імені М. В. Гоголя, але в зв'язку з першою світовою війною справу було відкладено. У 1915 році Леонід Позен подарував скульптуру місту.
У перші роки Радянської влади місцеве керівництво заборонило ставити пам'ятник «буржуазному» письменнику і скульптура лежала на одному із складів. У 1934 році її встановлено на сучасному місці на залізобетонному постаменті висотою 3,5 метрів. До 150-річчя з дня народження проведено реконструкцію: поліпшено архітектурні форми п'єдесталу, встановлено бронзову дошку з написом: «М. В. Гоголь. 1809—1852».